# Ulisses Garcia
Ulisses Alexandre Garcia Lopes (ur. 11 stycznia 1996 w Almadzie) – szwajcarski piłkarz, występujący na pozycji obrońcy we francuskim klubie Olympique Marsylia oraz w reprezentacji Szwajcarii.

## Statystyki

### Klubowe
Na podstawie:
| Klub                    | Sezonów | Liga               | Liga  | Liga   | Puchar krajowy | Puchar krajowy | Kontynentalne | Kontynentalne | Suma  | Suma   |
| Klub                    | Sezonów | Liga               | Mecze | Bramki | Mecze          | Bramki         | Mecze         | Bramki        | Mecze | Bramki |
| ----------------------- | ------- | ------------------ | ----- | ------ | -------------- | -------------- | ------------- | ------------- | ----- | ------ |
| Grasshopper Club Zürich | 1       | Swiss Super League | 1     | 0      | 1              | 0              | 1             | 0             | 3     | 0      |
| Werder Brema            | 3       | Bundesliga         | 19    | 0      | 4              | 0              | –             | –             | 23    | 0      |
| Werder Brema II         | 3       | 3. Fußball-Liga    | 8     | 0      | 0              | 0              | –             | –             | 8     | 0      |
| 1. FC Nürnberg          | 1       | 2. Bundesliga      | 2     | 0      | 0              | 0              | –             | –             | 2     | 0      |
| BSC Young Boys          | 6       | Swiss Super League | 145   | 10     | 17             | 1              | 36            | 2             | 198   | 13     |
| Olympique Marsylia      | 1       | Ligue 1            | 13    | 0      | 1              | 0              | –             | –             | 14    | 0      |
|                         | Łącznie | Łącznie            | 181   | 10     | 23             | 2              | 37            | 2             | 241   | 14     |

### Reprezentacyjne
Na podstawie:
| Mecze i gole w reprezentacji | Mecze i gole w reprezentacji | Mecze i gole w reprezentacji | Mecze i gole w reprezentacji | Mecze i gole w reprezentacji | Mecze i gole w reprezentacji | Mecze i gole w reprezentacji | Mecze i gole w reprezentacji |
| Lp.                          | Data                         | Miasto                       | Przeciwnik                   | Wynik                        | Gole                         | Inne                         | Faza rozgrywek               |
| ---------------------------- | ---------------------------- | ---------------------------- | ---------------------------- | ---------------------------- | ---------------------------- | ---------------------------- | ---------------------------- |
| 1.                           | 01.09.2021                   | Bazylea                      | Grecja                       | 2:1 (1:1)                    |                              |                              | mecz towarzyski              |
| 2.                           | 05.09.2021                   | Bazylea                      | Włochy                       | 0:0 (0:0)                    |                              |                              | Eliminacje MŚ 2022           |
| 3.                           | 12.10.2021                   | Wilno                        | Litwa                        | 4:0 (3:0)                    |                              |                              | Eliminacje MŚ 2022           |
| 4.                           | 12.11.2021                   | Rzym                         | Włochy                       | 1:1 (1:1)                    |                              | 89'                          | Eliminacje MŚ 2022           |
| 5.                           | 15.10.2023                   | St. Gallen                   | Białoruś                     | 3:3 (1:0)                    |                              |                              | Eliminacje EURO 2024         |
| 6.                           | 18.11.2023                   | Bazylea                      | Kosowo                       | 1:1 (0:0)                    |                              |                              | Eliminacje EURO 2024         |
| 7.                           | 21.11.2023                   | Bukareszt                    | Rumunia                      | 1:0 (0:0)                    |                              |                              | Eliminacje EURO 2024         |

## Sukcesy
Na podstawie:

### Klubowe
- Mistrz Szwajcarii 2018/19, 2019/20, 2020/21, 2022/23, 2023/24
- Puchar Szwajcarii 2019/20, 2022/23